# Genevieve Lemon
Geneviève Lemon (Sídney, 21 de abril de 1958) es una actriz australiana, conocida por haber interpretado a Marlene Warren en la serie Prisoner y por sus numerosas participaciones en teatro.

## Biografía
Genevieve está casada con el músico Colin Wilson con quien tiene una hija Darcey Wilson. Genevieve es madrastra de las dos hijas de Colin fruto de su matrimonio anterior.

## Carrera
En 1984 se unió al elenco de la serie Prisoner donde interpretó a Marlene "Rabbit" Warren, una mujer encarcelada por homicidio involuntario hasta 1985 luego de que su personaje fuera puesto en libertad tras cumplir su sentencia.
En 1990 apareció como invitada en un episodio de la serie policíaca G.P. donde dio vida a Kate Mawson.
En 1991 se unió al elenco recurrente de la exitosa serie australiana Neighbours donde interpretó a Brenda Carpenter-Riley, la hermana de Lou Carpenter hasta 1992.
En el 2006 apareció en el show Lemon Tart junto a los hermanos Josh Quong Tart y Byron Tart.
En el 2007 prestó su voz para el segmento "The Lady Bug" de la película Chacun son cinéma ou Ce petit coup au coeur quand la lumière s'éteint et que le film commence.
Un año después en el 2008 dio vida a Pam Garner durante el segmento "The Water Diary" de la película 8.
En el 2013 apareció en la serie Top of the Lake donde interpretó a Bunny, una mujer rica que ha sido abandonada por su marido.
En el 2014 se anunció que Genevieve se uniría al elenco de la miniserie The Secret River donde compartirá créditos con los actores Lachy Hulme, Oliver Jackson-Cohen y Sarah Snook.
El 3 de abril del 2018 se unió al elenco recurrente de la popular serie Home and Away donde dio vida a Hazel Easton, quien llega a la bahía para vengarse de varios residentes de la bahía por la muerte de su criminal hijo Boyd (Steve Le Marquand), hasta el 25 de junio del mismo año después de que su personaje fuera asesinado por su propia hija, Ebony (Cariba Heine).

## Filmografía

### Series de televisión
| Año         | Título             | Personaje          | Notas                                          |
| ----------- | ------------------ | ------------------ | ---------------------------------------------- |
| 2022        | The Tourist        | Sue                |                                                |
| 2018        | Home and Away      | Hazel Easton       | 10 episodios                                   |
| 2015        | The Secret River   | Mrs. Herring       | 2 episodios - miniserie                        |
| 2014        | Rake               | Tikki Wendon       | 6 episodios                                    |
| 2013        | Top of the Lake    | Bunny              | 7 episodios - miniserie                        |
| 2001        | Always Greener     | Loretta            | episodio "Close Encounters of the Furred Kind" |
| 1996        | After the Beep     | Josephine Donnelly | 7 episodios                                    |
| 1994        | Heartland          | Fiona Lovell       | episodio # 1.8 - miniserie                     |
| 1993        | Seven Deadly Sins  | Envy               | miniserie                                      |
| 1991 - 1992 | Neighbours         | Brenda Riley       | 41 episodios                                   |
| 1990        | G.P.               | Kate Mawson        | episodio "Longing"                             |
| 1989        | The Flying Doctors | Libby              | episodio "A Rhyme for Reason"                  |
| 1986        | Studio 86          | -                  | episodio "Lady's Day"                          |
| 1984 - 1985 | Prisoner           | Marlene Warren     | 74 episodios                                   |
| 1983        | The Young Doctors  | Zelda Baker        | episodio # 1.1396                              |
| 1982        | Sons and Daughters | Jennifer Hickson   | episodio # 1.136                               |

### Películas
| Año  | Título                                | Personaje                  | Notas                                                                                       |
| ---- | ------------------------------------- | -------------------------- | ------------------------------------------------------------------------------------------- |
| 2014 | Carlotta                              | Faye                       | junto a Jessica Marais, Socratis Otto, Alex Dimitriades, Gigi Edgley & Damian de Montemas   |
| 2008 | The Adventures of Charlotte and Henry | Madre de Charlotte & Henry | junto a Russell Dykstra, Manon Gourlay, Andy McPhee & Kodi Smit-McPhee                      |
| 2008 | 8                                     | Pam Garner                 | junto a Alice Englert, Isidore Tillers, Harry Greenwood & Miranda Jakich                    |
| 2007 | Chacun son cinéma                     | Voces                      | junto a Erica Englert & Marney McQueen                                                      |
| 2006 | The Water Diary                       | Pam Garner                 | corto - junto a Alice Englert, Chris Haywood, Justine Clarke & Russell Dykstra              |
| 2006 | Suburban Mayhem                       | Tía Dianne                 | junto a Michael Dorman, Anthony Hayes, Laurence Breuls, Steve Bastoni & Mia Wasikowska      |
| 2003 | Mermaids                              | Betty                      | junto a Serah D'Laine, Nikita Ager, Erika Heynatz, Lara Cox, Holly Brisley & Gyton Grantley |
| 2003 | The Postcard Bandit                   | Nola                       | junto a Brett Stiller, Matthew Le Nevez, Anthony Phelan, Helen Dallimore & Tasma Walton     |
| 1999 | Soft Fruit                            | Josie                      | junto a Jeanie Drynan, Linal Haft, Russell Dykstra & Sacha Horler                           |
| 1999 | Holy Smoke                            | Rahi                       | junto a Kate Winslet, Harvey Keitel, Julie Hamilton & Dan Wyllie                            |
| 1997 | The Well                              | Jen Bordern                | junto a Pamela Rabe, Miranda Otto, Steve Jacobs & Simon Lyndon                              |
| 1995 | Billy's Holiday                       | Julie                      | junto a Max Cullen, Drew Forsythe, Sacha Horler, Richard Roxburgh & Maggie Kirkpatrick      |
| 1993 | The Piano                             | Nessie                     | junto a Holly Hunter, Anna Paquin, Sam Neill, Harvey Keitel & Kerry Walker                  |
| 1992 | Big Ideas                             | Beth Draper                | junto a Peter Kowitz, Justin Rosniak, Salvatore Coco, Silvio Ofria & Glenda Linscott        |
| 1989 | Sweetie                               | Dawn "Sweetie"             | junto a Karen Colston, Tom Lycos, Jon Darling & Dorothy Barry                               |
| 1989 | Luigi's Ladies                        | Debbo                      | junto a Wendy Hughes, Sandy Gore, David Rappaport, Ray Meagher & Max Cullen                 |

### Escritora
| Año  | Título         | Notas            |
| ---- | -------------- | ---------------- |
| 1998 | Narrabean Girl | obra - escritora |

### Teatro
| Año       | Obra                               | Personaje        | Director (a)       | Teatro              | Notas                                                             |
| --------- | ---------------------------------- | ---------------- | ------------------ | ------------------- | ----------------------------------------------------------------- |
| 2014      | Noises Off                         | Ditty            | Jonathan Biggins   | Sydney Theatre      | junto a Lindsay Farris, Marcus Graham y Ron Haddrick              |
| 2012      | Death of a Salesman                | Linda Loman      | -                  | Belvoir St. Theatre | junto a Colin Friels, Patrick Brammall & Hamish Michael           |
| 2012      | Fat Swan                           | Barbara Hershey  | -                  | -                   | junto a Trevor Ashley, Brendan Moar & Danielle Barnes             |
| 2007-2010 | Billy Elliot: The Musical          | Mrs Wilkinson    | Stephen Daldry     | Capitol Theatre     | junto a Linal Haft, Samantha Morley, Richard Piper & Justin Smith |
| 2006      | Priscilla, Queen of the Desert     | Shirley          | Simon Phillips     | Lyric Theatre       | junto a Michael Caton, Christina O'Neill & Jeremy Stanford        |
| 2006      | Best We Forget                     | -                | Stephen Daldry     | -                   | junto a Michael Falzon, Drew Forsythe & Nigel Ubrihien            |
| 2006      | Stuff all Happens                  | Mrs Wilkinson    | Stephen Daldry     | IMB Theatre         | junto a Jonathan Biggins, Drew Forsythe & Phillip Scott           |
| 2005      | Summer Rain                        | Ruby Slocum      | Robyn Nevin        | Sydney Theatre      | junto a Jodie Gillies, Rachael Beck & Terry Serio                 |
| 2005      | My Brilliant Divorce               | Angela           | Gary Down          | Parade Theatre      | -                                                                 |
| 2004      | Fast and Loose                     | -                | -                  | Glen St. Theatre    | junto a Jonathan Biggins, Drew Forsythe y Tony Harvey             |
| 2004      | Victory                            | Pyle             | Judy Davis         | -                   | junto a Marta Dusseldorp, Colin Friels y Chris Haywood            |
| 2004      | The V. Monologues                  | -                | -                  | Footbridge Theatre  | junto a Genevieve Picot, Bojana Novakovic & Abi Tucker            |
| 2004      | The Republic of Myopia             | -                | -                  | Sydney Theatre      | junto a Peter Carroll, Helen Dallimore y Drew Forsythe            |
| 2004      | Harbour                            | Jo               | Robyn Nevin        | Sydney Theatre      | junto a Peter Carroll, Helen Dallimore y Drew Forsythe            |
| 2003      | Broken Glass                       | Harriet          | Adam Cook          | Ensemble Theatre    | -                                                                 |
| 2002      | Hanging Man                        | Linda            | Robyn Nevin        | Sydney Theatre      | junto a Steve Jacobs, Toby Schmitz & Helen Dallimore              |
| 2002      | The Cosmonaut's Last Message..     | Vivienne/Sylvia  | Joseph Couch       | Belvoir St. Theatre | junto a Linal Haft, Leeanna Walsman & Bruce Spence                |
| 2001      | Torchered                          | -                | -                  | -                   | -                                                                 |
| 2001      | Morning Sacrifice                  | Miss Bates       | Jennifer Flowers   | -                   | junto a Vanessa Downing, Merridy Eastman & Tara Morice            |
| 2000      | The End of the Wharf'              | -                | Jonathan Biggins   | Sydney Theatre      | -                                                                 |
| 2000      | Piaf                               | Toine            | Adam Cook          | Footbridge Theatre  | junto a Michael Carman, Vince Colosimo & Simon Wilton             |
| 2000      | The Recruit                        | Meg              | Robyn Nevin        | Melbourne Theatre   | junto a John Howard, Leeanna Walsman & Brendan Cowell             |
| 1999      | Daylight Savings                   | Stephanie        | Nick Enright       | Marion St. Theatre  | -                                                                 |
| 1999      | The Taming Of The Shrew            | Grumio           | -                  | -                   | junto a Peter Carroll, Rachel Gordon, Craig Ilott & Darren Weller |
| 1998      | The Big Picture                    | Joy              | Ros Horin          | Stables Theatre     | junto a Lisa Hensley, Peter O'Brien & Celia Ireland               |
| 1998      | Narrabean Girl                     | -                | -                  | Glen St. Theatre    | -                                                                 |
| 1997      | Titanic                            | -                | -                  | -                   | junto a Darren Gilshenan, Colin Salter & Garry Scale              |
| 1997      | Gulls                              | Francis          | Rodney Fisher      | -                   | junto a Nicholas Eadie, Peter Green & Barbara West                |
| 1997      | Summer Rain                        | Peg Hartigan     | Robyn Nevin        | Suncorp Theatre     | junto a Peter Adams, Bille Brown & Rebecca Riggs                  |
| 1996      | Summer of the Seventeenth Doll     | Olive            | Robyn Nevin        | Civic Theatre       | junto a Peter Curtin, Nadine Garner & Geraldine Turner            |
| 1996      | Merrily We Roll Along              | Gussie           | Wayne Harrison     | Footbridge Theatre  | junto a Tom Burlinson, Brian Green & Greg Stone                   |
| 1996      | Tilbury Hotel 10th Aniversary Gala | -                | -                  | -                   | junto a Jonathan Biggins, Max Lambert, Gary Scale & Tony Sheldon  |
| 1996      | Miracle City                       | Lora L. Truswell | Gale Edwards       | -                   | junto a Peter Carroll, Stephen King y Angela Toohey               |
| 1994      | Lone Star Lemon                    | -                | Garry Scale        | -                   | -                                                                 |
| 1993      | Brilliant Lies                     | Katie            | Aubrey Mellor      | Drama Theatre       | junto a Christine Amor, Ray Barrett, Miranda Otto & Rhett Walton  |
| 1993      | And a Nightingale Sang             | Helen            | Rodney Fisher      | Cremorne Theatre    | junto a Beth Armstrong, Bille Brown & Russell Dykstra             |
| 1992      | The Girl Who Saw Everything        | Carol            | Robyn Nevin        | Wharf Theatre       | junto a Rod Mullinar, Miranda Otto y Kerry Walker                 |
| 1992      | The Lemon and I                    | -                | -                  | -                   | junto a Garry Scale                                               |
| 1992      | A Midsummer Night's Dream          | -                | Rodney Fisher      | -                   | junto a Lynette Curran, Ray Hadfield & Maggie King                |
| 1990      | The Venetian Twins                 | Rosina           | John Bell          | Playhouse Theatre   | junto a Terry Bader, Tara Morice, Drew Forsythe & Helen Noonan    |
| 1990      | Once in a Lifetime                 | Helen Hobart     | Richard Wherrett   | Drama Theatre       | junto a Helen Buday, Pamela French y Miles Buchanan               |
| 1989      | Summer Rain                        | Lorna Farrell    | Rodney Fisher      | Sydney Theatre      | junto a Bob Baines, Peter Carroll, Nancye Hayes & David Whitney   |
| 1988      | Steel Magnolias                    | Annelle          | Jon Ewing          | York Theatre        | junto a Melissa Jaffer, Nicole Kidman & Pat McDonald              |
| 1987      | See How They Run                   | Ada              | -                  | Northside Theatre   | junto a Maggie Dence, Grant Dodwell & Barry Lovett                |
| 1987      | When I Was a Girl I Used to...     | Vari             | Terence O'Connell  | Wharf Theatre       | junto a Judi Farr, Tracy Mann & Paul Williams                     |
| 1987      | The Three Cuckolds                 | -                | Victor Emeljanow   | Drama Theatre       | junto a David Berthold, Justin Collins & Adam Macaulay            |
| 1986      | Crocodile Infested Waters          | -                | Grant Fraser       | -                   | junto a Robert Giltinan, Brian Roberts & Greg Stone               |
| 1986      | Don't Pay! Don't Pay!              | Antonia          | Ian Watson         | -                   | junto a Justin Collins, Geoff Morrell & Gary MacLean              |
| 1986      | The Seagull                        | Masha            | Jean-Pierre Mignon | Sydney Theatre      | -                                                                 |
| 1986      | The Madras House                   | Mrs Brigstock    | Rodney Fisher      | Sydney Theatre      | -                                                                 |
| 1985      | Steaming                           | Dawn             | Rodney Fisher      | Canberra Theatre    | junto a Lynette Curran, Maggie King & Kate Sheil                  |
| 1979      | Entertaining Mr Sloane             | -                | -                  | -                   | -                                                                 |
| 1978      | Toad Of Toad Hall                  | -                | -                  | -                   | -                                                                 |
| 1978      | A Midsummer Night's Dream          | -                | -                  | -                   | -                                                                 |
| 1977      | As You Like It                     | -                | -                  | -                   | -                                                                 |
| 1977      | Macbeth                            | -                | -                  | -                   | -                                                                 |

## Premios y nominaciones
| Año  | Categoría                   | Premio    | Película        | Resultado |
| ---- | --------------------------- | --------- | --------------- | --------- |
| 2006 | Best Supporting Actress     | AFI Award | Suburban Mayhem | Nominada  |
| 1989 | Best Actress in a Lead Role | AFI Award | Sweetie         | Nominada  |